# Clasificación de Conmebol para la Copa Mundial de Fútbol Playa FIFA 2006
El Campeonato de Fútbol Playa de Conmebol 2006 fue la primera edición de la fase eliminatoria rumbo a la Copa Mundial de Fútbol Playa FIFA 2006 y que contó con la participación de 6 equipos de Sudamérica en la cual clasificaban dos equipos al mundial.
Brasil venció en la final a Uruguay disputada en Macaé, Brasil para ganar el torneo por primera vez. Como Brasil ya estaba clasificado para el mundial por ser el país anfitrión, el tercer lugar del torneo, Argentina, clasificó junto a Uruguay a la Copa Mundial de Fútbol Playa FIFA 2006.

## Participantes
| - Argentina - Brasil | - Paraguay - Perú | - Uruguay - Venezuela |

## Primera Ronda
| Equipo    | J | G | E | P | GF | GC | GD  | Pts. |
| --------- | - | - | - | - | -- | -- | --- | ---- |
| Brasil    | 5 | 5 | 0 | 0 | 47 | 12 | +35 | 15   |
| Argentina | 5 | 4 | 0 | 1 | 20 | 14 | +6  | 12   |
| Uruguay   | 5 | 1 | 2 | 2 | 15 | 19 | -4  | 7    |
| Venezuela | 5 | 1 | 1 | 3 | 15 | 30 | -15 | 5    |
| Paraguay  | 5 | 1 | 0 | 4 | 20 | 24 | -4  | 3    |
| Perú      | 5 | 0 | 0 | 5 | 7  | 25 | -18 | 0    |

| Equipo 1  | Resultado      | Equipo 2  |
| --------- | -------------- | --------- |
| Uruguay   | 6-5 (t.e.)     | Paraguay  |
| Argentina | 4-2            | Perú      |
| Brasil    | 15-2           | Venezuela |
| Perú      | 2-2 (0-1 pen.) | Uruguay   |
| Argentina | 6-3            | Venezuela |
| Paraguay  | 5-9            | Brasil    |
| Venezuela | 4-4 (4-3 pen.) | Paraguay  |
| Uruguay   | 1-4            | Argentina |
| Brasil    | 11-0           | Perú      |
| Perú      | 1-4            | Paraguay  |
| Venezuela | 2-3            | Uruguay   |
| Argentina | 1-6            | Brasil    |
| Paraguay  | 2-5            | Argentina |
| Venezuela | 4-2            | Perú      |
| Brasil    | 6-4            | Uruguay   |

## Fase final

### Semifinales
| Equipo 1  | Resultado | Equipo 2  |
| --------- | --------- | --------- |
| Argentina | 4-5       | Uruguay   |
| Brasil    | 15-1      | Venezuela |

### Tercer Lugar
| Equipo 1  | Resultado | Equipo 2  |
| --------- | --------- | --------- |
| Argentina | 2-0       | Venezuela |

### Final
| Equipo 1 | Resultado | Equipo 2 |
| -------- | --------- | -------- |
| Uruguay  | 2-9       | Brasil   |

## Campeón
| Campeonato de Fútbol Playa de Conmebol 2006 |
| ------------------------------------------- |
| Bandera de Brasil                           |
| Brasil 1º Título                            |

## Posiciones Finales
| Pos. | Equipo    |
| ---- | --------- |
| 1    | Brasil    |
| 2    | Uruguay   |
| 3    | Argentina |
| 4    | Venezuela |
| 5    | Paraguay  |
| 6    | Perú      |